# Hermann Schubert (Wirtschaftswissenschaftler)
Hermann Schubert (* 10. Juli 1964 in München) ist ein deutscher Wirtschaftswissenschaftler und Wirtschaftshistoriker.

## Werdegang
Schubert studierte von 1988 bis 1994 Volkswirtschaftslehre an der Ludwig-Maximilians-Universität München (LMU) und promovierte nach einem zweijährigen Doktorandenstudium an der École des Hautes Études en Sciences Sociales (EHESS) in Paris an der volkswirtschaftlichen Fakultät der LMU 2008 zum Dr. oec. publ. Seit 2011 hat er eine Professur für Volkswirtschaftslehre inne, seit 2016 an der International School of Management in Stuttgart. Forschungsschwerpunkt von Hermann Schubert ist die kapitalmarktorientierte Makroökonomik, Einkommens- und Vermögensverteilung sowie Wirtschaftsgeschichte.